# Toxic Affair (film)
Pour les articles homonymes, voir Toxic Affair.
Pour plus de détails, voir Fiche technique et Distribution.
Toxic Affair est un film français réalisé par Philomène Esposito, sorti en 1993.
Unique comédie romantique de la carrière d'Isabelle Adjani, le film, présenté au festival de Cannes, est un cuisant échec critique.

## Synopsis
Pénélope, que Georges vient de quitter, subit les effets négatifs de cette rupture qui la conduisent jusqu'à une tentative de suicide. Son amie Sophie, elle-même à la recherche de l'homme de sa vie, s'efforce de la convaincre de l'intérêt de l'astrologie.

## Fiche technique
- Titre : Toxic Affair
- Réalisation : Philomène Esposito
- Scénario : Philomène Esposito et Antoine Lacomblez
- Musique : Goran Bregović
- Costumes : Olga Berluti
- Photographie : Pierre Lhomme
- Montage : Noëlle Boisson
- Son : Pierre Lenoir
- Société de production : Camera One - Canal+ - France 2 Cinéma - Lilith Films - Valor 2
- Pays de production :  France
- Genre : comédie
- Durée : 90 minutes
- Tournage : du 2 novembre 1992 à janvier 1993
- Date de sortie :
  - France : 26 mai 1993

## Distribution
- Isabelle Adjani : Pénélope
- Clémentine Célarié : Sophie
- Hippolyte Girardot : Georges
- Michel Blanc : le suicidaire
- Fabrice Luchini : l'analyste
- Charlotte Maury : patronne du café
- Sergio Castellitto : Mister Ray-Ban
- Michel Amphoux : serrurier
- Michel Seydoux : l'homme de l'abribus
- Armand Barbault :	l'homme de la voiture
- Michel Bonnet : homme du magasin
- Katia Delagarde :	le standardiste
- Lydia Ewande : la femme en noir
- Emmanuel Fouquet : l'homme à la carte
- Sylvie Huguel : la contractuelle
- Mouss Diouf : le marabout
- Kim Kimberly : une fille

## Rediffusion
Toxic Affair est diffusé deux fois à la télévision, en 1995 puis en 2006. Un DVD sort en 2013. L'échec du film explique qu'il soit occulté de la filmographie d'Isabelle Adjani.